# 30218 Paulaladd
30218 Paulaladd è un asteroide della fascia principale. Scoperto nel 2000, presenta un'orbita caratterizzata da un semiasse maggiore pari a 2,2653490 UA e da un'eccentricità di 0,0731846, inclinata di 5,35800° rispetto all'eclittica.